# Strawberry Prince
Strawberry Prince (すとろべりーぷりんす) такође познат као Сутопури (すとぷり SutoPuri), је јапански музички бенд. Групу чини шест чланова: Нанамори, Џел, Сатоми, Колон, Риину и Рут.

## Чланови
| Име      | Јапанско име         | Боја         | Рођен             |
| -------- | -------------------- | ------------ | ----------------- |
| Нанамори | ななもり。(Nanamori) | ■ Љубичаста  | 23. јун 1995.     |
| Џел      | ジェル (Jel)         | ■ Наранџаста | 28. јул 1996.     |
| Сатоми   | さとみ (Satomi)      | ■ Пинк       | 24. фебруар 1993. |
| Колон    | ころん (Colon)       | ■ Плави      | 29. мај 1996.     |
| Риину    | 莉犬 (Riinu)         | ■ Црвена     | 24. мај 1998.     |
| Рут      | るぅと (Root)        | ■ Жута       | 25. октобар 1998. |

## Дискографија

### Синглови
| Насловна                   | Године | Датум изласка      | Албум             |
| -------------------------- | ------ | ------------------ | ----------------- |
| Ichigo-iro natsu hanabi    | 2018   | 02. септембра 2018 | N/A               |
| Strawberry Halloween Night | 2018   | 4. новембра 2018   | N/A               |
| Parade wa kokosa           | 2020   | 30. маја 2020      | N/A               |
| Christmas no mahō          | 2020   | 30. маја 2020      | N/A               |
| Strawberry Nightmare       | 2020   | 30. маја 2020      | N/A               |
| Mabushigariya              | 2020   | 30. маја 2020      | Strawberry Prince |
| Suki suki seijin           | 2020   | 22. јуна 2020      | Strawberry Prince |
| Dai uchū Rendezvous        | 2020   | 10. августа 2020   | Strawberry Prince |
| Streamer                   | 2020   | 24. августа 2020   | Strawberry Prince |

### Албум
| Насловна          | Године | Детаљи о албуму | Врхунска позиција | Сертификати     |
| Насловна          | Године | Детаљи о албуму | JPN               | Сертификати     |
| ----------------- | ------ | --- | ----------------- | --------------- |
| Strawberry Love!  | 2019   | - Објављено: 3. јула 2019 - Означи: STPR Records - Формати: CD, CD+DVD, Дигитално преузимање Листа музичких нумера 1. GO GO CRAZY 2. Move on! 3. Bokura dake no Shangri-la 4. Anniversary 5. King of judōtai 6. Michishirube 7. Suki ni natte ī yo ne? 8. Yo-sa koi disco 9. Don't Give Up!! 10. BREAK OUT 11. Day By Day 12. No Perfect 13. Asa no yūhi 14. Okaeri Love!                                                                                          | 1                 | - RIAJ: Злато   |
| Strawberry Next!  | 2020   | - Објављено: 15. јануара 2020 - Означи: STPR Records - Формати: CD, CD+DVD, Дигитално преузимање Листа музичких нумера 1. Strawberry ☆ Planet! 2. Gingira ginga 3. Amore Mio 4. Next Stage!! 5. Now and Forever 6. Party Light 7. Shinobi koi 8. Yōkai Watch 9. Yū-jū ukio Boy 10. Nōnai piero 11. Saka sete koi no 1 2 3! 12. Hikari yume 13. LOOK UP 14. Tarareba 15. Suki de ite kurete ī yo 16. Kakumei zenya                                                  | 2                 | - RIAJ: Злато   |
| Strawberry Prince | 2020   | - Објављено: 11. новембра 2020 - Означи: STPR Records - Формати: CD, CD+DVD, Дигитално преузимање Листа музичких нумера 1. STREAMER 2. Suki suki seijin 3. Very 4. Dai uchū Rendevous 5. Strawberry Revolution 6. STRIKE the PRISON!! 7. Dramatic no Anti 8. Night of Fantastic 9. Jamujamu Signal 10. Mabushigariya 11. Shiki 12. Enkyorikurai. 13. Chekira ☆ 14. Leveling 15. Trick or Prince 16. Spill 17. Mukō e 18. Hajimetekimi to 19. Feel Free! 20. Prince | 1                 | - RIAJ: Платина |

### Мини Албум
| Насловна         | Године | Сертификати | Позиција |
| Насловна         | Године | Сертификати | JPN      |
| ---------------- | ------ | --- | -------- |
| Strawberry Start | 2019   | - Објављено: 27. марта 2019 - Означи: STPR Records - Формати: CD Листа музичких нумера 1. Palette Dance 2. Endless Flight 3. Hi riadorīmu mōsō-chū! 4. Dekoboko Game Party 5. Strawberry Go Round 6. AquaKiss 7. Hurry Hurry Love 8. Daisuki ni nareba īn janai? | 2        |

## Филмографија

### Радио емисије
| Године     | Насловна                | Јапанско Насловна      | Радио мрежа             | Напомене                                               | Реф.        |
| ---------- | ----------------------- | ---------------------- | ----------------------- | ------------------------------------------------------ | ----------- |
| 2019       | Strawberry Monday       | すとぷりMonday         | Ниппон систем емитовања |                                                        | [ 5 ]       |
| 2019–данас | Strawberry Stop Listen! | すとぷりのStop Listen! | Ниппон систем емитовања | Преименовано након промене програма емитовања у уторак | [ 6 ] [ 7 ] |